# Кипоть, Иван Сергеевич
Иван Сергеевич Кипоть (1914—1983) — гвардии подполковник Советской Армии, участник Великой Отечественной войны, Герой Советского Союза (1944).

## Биография
Иван Кипоть родился 27 марта 1914 года в селе Лиговка (ныне — Сахновщинский район Харьковской области Украины). В 1931 году он окончил рабфак в Сахновщине, после чего работал бригадиром в совхозе. В 1936 году Кипоть был призван на службу в Рабоче-крестьянскую Красную Армию. Окончил полковую школу, затем курсы младших лейтенантов. Участвовал в польском походе. С июня 1941 года — на фронтах Великой Отечественной войны. К февралю 1944 года старший лейтенант Иван Кипоть командовал батареей 504-го лёгкого артиллерийского полка 65-й лёгкой артиллерийской бригады 18-й артиллерийской дивизии 3-го артиллерийского корпуса прорыва 2-й ударной армии Ленинградского фронта. Отличился во время форсирования Нарвы.
11 февраля 1944 года батарея Кипотя переправилась через Нарву в районе деревни Долгая Нива Сланцевского района Ленинградской области и захватила плацдарм на её западном берегу. 22-27 февраля она отразила несколько вражеских контратак, уничтожив 2 танка, 1 самоходку, 5 пулемётов, около 100 солдат и офицеров.
Указом Президиума Верховного Совета СССР от 1 июля 1944 года за «мужество и отвагу, проявленные при форсировании реки Нарва, захвате и удержании плацдарма на левом берегу реки» старший лейтенант Иван Кипоть был удостоен высокого звания Героя Советского Союза с вручением ордена Ленина и медали «Золотая Звезда» за номером 3737.
После окончания войны Кипоть продолжил службу в Советской Армии. В 1955 году он окончил Центральные курсы усовершенствования офицерского состава. В 1957 году в звании подполковника Кипоть был уволен в запас. Проживал сначала в посёлке Летичев Хмельницкой области, где работал в ремстройконторе, затем переехал в Хмельницкий. Умер 25 сентября 1983 года.
Был также награждён орденами Красного Знамени, Александра Невского, Отечественной войны 1-й степени, Красной Звезды, рядом медалей.